# Бомон-сюр-Венжан
Бомо́н-сюр-Венжа́н (фр. Beaumont-sur-Vingeanne) — коммуна во Франции, находится в регионе Бургундия. Департамент коммуны — Кот-д’Ор. Входит в состав кантона Мирбо-сюр-Без. Округ коммуны — Дижон.
Код INSEE коммуны — 21053.

## Население
Население коммуны на 2010 год составляло 185 человек.
| 1962 | 1968 | 1975 | 1982 | 1990 | 1999 | 2010 |
| ---- | ---- | ---- | ---- | ---- | ---- | ---- |
| 167  | 161  | 161  | 188  | 193  | 163  | 185  |

## Экономика
В 2010 году среди 107 человек трудоспособного возраста (15—64 лет) 83 были экономически активными, 24 — неактивными (показатель активности — 77,6 %, в 1999 году было 69,1 %). Из 83 активных жителей работали 80 человек (46 мужчин и 34 женщины), безработных было 3 (2 мужчин и 1 женщина). Среди 24 неактивных 3 человека были учениками или студентами, 14 — пенсионерами, 7 были неактивными по другим причинам.